# Hemo the Magnificent

Hemo the Magnificent est un long métrage d'animation éducatif américain tourné pour la télévision par Frank Capra et William T. Hurtz
et diffusé en 1957.

## Synopsis
Grâce à Hemo — un personnage musclé et transparent — et à ses amis les animaux, le docteur Frank Baxter et Richard Carlson, dans leurs propres rôles, tentent de répondre à diverses questions sur les caractéristiques et la fonction du sang (Hemo = hémoglobine) dans l'organisme humain, telles que « Pourquoi le sang est-il rouge ? », etc.
Des animations illustrent ainsi le fonctionnement du cœur, des poumons, de l'appareil circulatoire.

## Commentaire
Dans les années cinquante la carrière de Frank Capra commence à battre de l'aile et, après deux échecs cuisants, il tourne Wonders of Life, une série de téléfilms éducatifs sponsorisés par la Bell Telephone Company et comprenant Our Mr. Sun, Hemo the Magnificent, The Strange Case of the Cosmic Rays et The Unchained Goddess.
Ces films furent souvent projetés dans un cadre scolaire et Hemo impressionna parfois les jeunes spectateurs d'alors, peu habitués à un usage massif de la couleur à la télévision, ici tout particulièrement le rouge.
Aujourd'hui le film date nécessairement, et les facéties métaphoriques de la mise en scène accompagnant des explications scientifiques relativement ardues peuvent déconcerter.

## Fiche technique
- Titre : Hemo the Magnificent
- Réalisation : Frank Capra et William T. Hurtz (pour l'animation)
- Scénario : Frank Capra
- Production : Frank Capra et Shamus Culhane pour Frank Capra Productions Inc. et Shamus Culhane Productions
- Producteur associé : Joseph Sistrom
- Pays : États-Unis
- Genre : film d'animation didactique
- Format : couleur ; 35 mm
- Durée : 60 minutes
- Première diffusion : 20 mars 1957

## Distribution (voix)
- Dr. Frank Baxter : le savant
- Richard Carlson : le romancier
- June Foray : la biche
- Marvin Miller : Hemo
- Sterling Holloway : un assistant du laboratoire

## Distinctions
- Pour son travail sur ce film, Harold E. Wellman a obtenu un Emmy Award en 1958 ("Best Cinematography for Television")